# Валле, Бернар
Бернар Валле (фр. Bernard Vallée; 5 октября 1945 — 2 апреля 2021) — французский фехтовальщик-саблист, призёр чемпионатов мира, двукратный чемпион Франции.

## Биография
Родился в 1945 году в Обервилье. В 1966 и 1967 годах становился бронзовым призёром чемпионатов мира. В 1967 году стал обладателем золотой медали Универсиады. В 1968 году принял участие в Олимпийских играх в Мехико, но там французские саблисты заняли лишь 4-е место. В 1969 году стал чемпионом Франции. В 1972 году вновь стал чемпионом Франции, но на Олимпийских играх в Мюнхене французские саблисты стали лишь 7-ми.